# Коктерек (Казталовский район)
Коктерек (каз. Көктерек) — село в Казталовском районе Западно-Казахстанской области Казахстана. Административный центр Коктерекского сельского округа. Код КАТО — 274849100.
Село расположено на реке Малый Узень.

## Население
В 1999 году население села составляло 979 человек (484 мужчины и 495 женщин). По данным переписи 2009 года, в селе проживал 941 человек (483 мужчины и 458 женщин).